# Grande Prêmio da Alemanha de 1982
Resultados do Grande Prêmio da Alemanha de Fórmula 1 realizado em Hockenheim em 8 de agosto de 1982. Décima segunda etapa da temporada, nele a Ferrari viveu emoções conflitantes: o francês Didier Pironi sofreu grave acidente nos treinos, ficou com múltiplas fraturas nas pernas e encerrou a carreira, mas no domingo a equipe de Maranello celebrava a primeira vitória de Patrick Tambay.
Outro fato relacionado à prova foi o acidente envolvendo Nelson Piquet, da Brabham-BMW, e Eliseo Salazar, da ATS-Ford. Líder da prova, o brasileiro foi abalroado pelo piloto chileno que era retardatário. Piquet ficou tão furioso, que acabou acertando socos no piloto chileno, ocasionando uma das cenas mais icônicas da história da Fórmula 1.

## Resumo

### Grave acidente de Didier Pironi
Coube ao francês Didier Pironi assinalar o melhor tempo com sua Ferrari na primeira sessão de treinos visando a realização da etapa alemã colocando-se à frente de Alain Prost e René Arnoux, pilotos da Renault, cabendo o quarto lugar a Nelson Piquet, piloto da Brabham e atual campeão do mundo, sendo que os corredores tiveram como desafio lidar com uma nova chicane no meio da Ostkurve.
No dia seguinte os pilotos voltaram à pista sob forte chuva a fim de testar compostos de pneus e sob tal raciocínio o carro de Didier Pironi percorria o asfalto de Hockenheim com tranquilidade até a curva de acesso à reta de chegada do circuito quando Pironi, com a visão prejudicada pelo temporal, acertou em cheio a Renault de Alain Prost quando este tentava ultrapassar a Williams de Derek Daly. Conforme observaram os fiscais de pista, a Ferrari de Pironi estava a quase 250km/h quando atingiu a roda traseira direita da Renault antes de decolar, rodopiou por três vezes e bateu contra a mureta de proteção num acidente semelhante ao que matou Gilles Villeneuve três meses antes, na Bélgica. Com múltiplas fraturas nas pernas e no braço esquerdo, Pironi agonizou entre os destroços de seu carro por meia hora antes que o resgatassem e foi enviado de helicóptero ao Hospital Universitário de Heidelberg, cidade a 20 quilômetros do circuito. Primeiro piloto a chegar no local do acidente, Nelson Piquet ajudou a remover o capacete de Pironi, viu de perto as múltiplas fraturas no corpo do francês e ouviu seus gritos de dor. Chocado, o piloto brasileiro afastou-se a fim de recompor suas emoções.
Submetido a quase seis horas de cirurgia, Didier Pironi apresentou sinais de melhora nas primeiras horas após o acidente, afastando o risco de amputação de sua perna direita e um dos pés. Ao comentar o estado do paciente o médico Sid Watkins destacou a ausência de complicações pós-operatórias ressaltando que Pironi estava "desperto e consciente".

### Retornos e ausências
Nigel Mansell regressou à Lotus após recuperar-se devidamente da lesão no pulso que o afastou da prova francesa enquanto Niki Lauda não disputou o Grande Prêmio da Alemanha após machucar o braço esquerdo num acidente na sexta-feira quando sua McLaren bateu contra as telas de proteção ao tentar desviar do estreante Rupert Keegan e sua March, enquanto a Theodore contratou Tommy Byrne. Substitutos de Jochen Mass e Jan Lammers, respectivamente, Keegan e Byrne não se classificaram para a corrida.

### Primeira vitória de Patrick Tambay
Quanto ao âmbito desportivo, a pole position conquistada por Didier Pironi entrou para os compêndios da Fórmula 1 como a última de sua carreira, uma glória inútil numa dolorosa despedida das pistas para este corredor nascido em Villecresnes, irmão do também piloto José Dolhem e vencedor de três provas na categoria. Devido a chuva que caiu sobre Hockenheim as posições de largada foram definidas pelos tempos de sexta-feira e em virtude do infausto acontecimento com Pironi, Alain Prost largou à frente do pelotão sem ninguém ao seu lado. Quando a prova começou, entretanto, foi René Arnoux quem liderou a primeira volta, embora Nelson Piquet tenha superado o piloto da Renault no giro seguinte.
Sentindo o aprumo de sua Brabham BT50, Nelson Piquet aumentou progressivamente sua vantagem sobre os adversários visando realizar um pit stop durante a prova e regressar ao asfalto em condições de vencer a etapa alemã e tal estratégia parecia bem-sucedida graças os 15 segundos que detinha à frente do pelotão até uma manobra desastrosa do chileno Eliseo Salazar cuja imperícia na condução da ATS eliminou os dois da prova na décima oitava volta. Melhor para Patrick Tambay que assumiu a liderança adiante de René Arnoux. O acidente ente Piquet e Salazar aconteceu quando este último freou na parte suja da pista enquanto o brasileiro estava prestes a ultrapassá-lo à altura da Ostkurve e com isso a ATS deslizou e o choque com a Brabham foi inevitável. Possesso, o campeão mundial de 1981 perdeu o controle e desferiu socos e pontapés contra o chileno numa cena típica de uma comédia pastelão, afinal Salazar estava tão envergonhado que nem mesmo reagiu. Detalhe: vítima e agressor ainda estavam com seus capacetes!
Alheio aos problemas dos rivais, Tambay seguiu rumo à primeira vitória de sua carreira dedicando o triunfo ao combalido Didier Pironi num alento extensivo à Ferrari. Em segundo lugar chegou René Arnoux em sua Renault enquanto Keke Rosberg completou o pódio com a Williams, embora a uma volta dos rivais. A seguir vieram Michele Alboreto (Tyrrell), Bruno Giacomelli (Alfa Romeo) e Marc Surer (Arrows). Graças ao abandono de John Watson na volta trinta e seis o mesmo estacionou na vice-liderança da competição com 30 pontos, nove a menos que Pironi enquanto a Ferrari assumiu a liderança do mundial de construtores com 61 pontos.
Em tempo: anos após o cômico incidente entre Nelson Piquet e Eliseo Salazar o brasileiro soube por meio de antigos funcionários da BMW que a barbeiragem do chileno impediu uma vergonha ainda maior, pois o motor da Brabham estava prestes a quebrar em pleno território alemão e sob esse ponto de vista a imperícia de Salazar veio em boa hora. Ao saber disso, Piquet encerrou o episódio da melhor maneira possível: telefonou para o amigo, contou-lhe a história e ambos riram despreocupados ao lembrarem do incidente.

## Resultados

### Treinos classificatórios
| Pos     | Nº | Piloto             | Construtor      | Volta     | Diferença  |
| ------- | -- | ------------------ | --------------- | --------- | ---------- |
| 1       | 28 | Didier Pironi      | Ferrari         | 1:47.947  | [ nota 1 ] |
| 2       | 15 | Alain Prost        | Renault         | 1:48.890  | + 0.943    |
| 3       | 16 | René Arnoux        | Renault         | 1:49.256  | + 1.309    |
| 4       | 1  | Nelson Piquet      | Brabham-BMW     | 1:49.415  | + 1.468    |
| 5       | 27 | Patrick Tambay     | Ferrari         | 1:49.570  | + 1.623    |
| 6       | 2  | Riccardo Patrese   | Brabham-BMW     | 1:49.760  | + 1.813    |
| 7       | 3  | Michele Alboreto   | Tyrrell-Ford    | 1:52.625  | + 4.678    |
| WD      | 8  | Niki Lauda         | McLaren-Ford    | 1:52.683  | + 4.736    |
| 8       | 22 | Andrea de Cesaris  | Alfa Romeo      | 1:52.786  | + 4.839    |
| 9       | 6  | Keke Rosberg       | Williams-Ford   | 1:52.892  | + 4.945    |
| 10      | 7  | John Watson        | McLaren-Ford    | 1:53.073  | + 5.126    |
| 11      | 23 | Bruno Giacomelli   | Alfa Romeo      | 1:53.887  | + 5.940    |
| 12      | 25 | Eddie Cheever      | Ligier-Matra    | 1:54.211  | + 6.264    |
| 13      | 11 | Elio de Angelis    | Lotus-Ford      | 1:54.476  | + 6.529    |
| 14      | 35 | Derek Warwick      | Toleman-Hart    | 1:54.594  | + 6.647    |
| 15      | 26 | Jacques Laffite    | Ligier-Matra    | 1:54.982  | + 7.035    |
| 16      | 9  | Manfred Winkelhock | ATS-Ford        | 1:55.223  | + 7.276    |
| 17      | 4  | Brian Henton       | Tyrrell-Ford    | 1:55.474  | + 7.527    |
| 18      | 12 | Nigel Mansell      | Lotus-Ford      | 1:55.866  | + 7.919    |
| 19      | 5  | Derek Daly         | Williams-Ford   | 1:55.876  | + 7.929    |
| 20      | 31 | Jean-Pierre Jarier | Osella-Ford     | 1:56.250  | + 8.303    |
| 21      | 14 | Roberto Guerrero   | Ensign-Ford     | 1:56.489  | + 8.542    |
| 22      | 10 | Eliseo Salazar     | ATS-Ford        | 1:56.537  | + 8.590    |
| 23      | 30 | Mauro Baldi        | Arrows-Ford     | 1:56.680  | + 8.733    |
| 24      | 18 | Raul Boesel        | March-Ford      | 1:57.245  | + 9.298    |
| 25      | 20 | Chico Serra        | Fittipaldi-Ford | 1:57.337  | + 9.390    |
| 26      | 29 | Marc Surer         | Arrows-Ford     | 1:57.402  | + 9.455    |
| 27      | 33 | Tommy Byrne        | Theodore-Ford   | 1:59.007  | + 11.060   |
| 28      | 17 | Rupert Keegan      | March-Ford      | 1:59.951  | + 12.004   |
| 29      | 36 | Teo Fabi           | Toleman-Hart    | Sem tempo | –          |
| Fontes: |    |                    |                 |           |            |

### Corrida
| Pos.    | Nº | Piloto             | Construtor      | Voltas | Tempo/Diferença        | Grid | Pontos |
| ------- | -- | ------------------ | --------------- | ------ | ---------------------- | ---- | ------ |
| 1       | 27 | Patrick Tambay     | Ferrari         | 45     | 1:27:25.178            | 5    | 9      |
| 2       | 16 | René Arnoux        | Renault         | 45     | + 16.379               | 3    | 6      |
| 3       | 6  | Keke Rosberg       | Williams-Ford   | 44     | + 1 volta              | 9    | 4      |
| 4       | 3  | Michele Alboreto   | Tyrrell-Ford    | 44     | + 1 volta              | 7    | 3      |
| 5       | 23 | Bruno Giacomelli   | Alfa Romeo      | 44     | + 1 volta              | 11   | 2      |
| 6       | 29 | Marc Surer         | Arrows-Ford     | 44     | + 1 volta              | 26   | 1      |
| 7       | 4  | Brian Henton       | Tyrrell-Ford    | 44     | + 1 volta              | 17   |        |
| 8       | 14 | Roberto Guerrero   | Ensign-Ford     | 44     | + 1 volta              | 21   |        |
| 9       | 12 | Nigel Mansell      | Lotus-Ford      | 43     | + 2 voltas             | 18   |        |
| 10      | 35 | Derek Warwick      | Toleman-Hart    | 43     | + 2 voltas             | 14   |        |
| 11      | 20 | Chico Serra        | Fittipaldi-Ford | 43     | + 2 voltas             | 25   |        |
| Ret     | 7  | John Watson        | McLaren-Ford    | 36     | Spun-off               | 10   |        |
| Ret     | 26 | Jacques Laffite    | Ligier-Matra    | 36     | Direção                | 15   |        |
| Ret     | 5  | Derek Daly         | Williams-Ford   | 25     | Motor                  | 19   |        |
| Ret     | 18 | Raul Boesel        | March-Ford      | 22     | Pneus                  | 24   |        |
| Ret     | 11 | Elio de Angelis    | Lotus-Ford      | 21     | Direção                | 13   |        |
| Ret     | 1  | Nelson Piquet      | Brabham-BMW     | 18     | Batida                 | 4    |        |
| Ret     | 10 | Eliseo Salazar     | ATS-Ford        | 17     | Batida                 | 22   |        |
| Ret     | 15 | Alain Prost        | Renault         | 14     | Injeção                | 2    |        |
| Ret     | 2  | Riccardo Patrese   | Brabham-BMW     | 13     | Motor                  | 6    |        |
| Ret     | 22 | Andrea de Cesaris  | Alfa Romeo      | 9      | Câmbio                 | 8    |        |
| Ret     | 25 | Eddie Cheever      | Ligier-Matra    | 8      | Sistema de combustível | 12   |        |
| Ret     | 30 | Mauro Baldi        | Arrows-Ford     | 6      | Sistema de combustível | 23   |        |
| Ret     | 31 | Jean-Pierre Jarier | Osella-Ford     | 3      | Direção                | 20   |        |
| Ret     | 9  | Manfred Winkelhock | ATS-Ford        | 3      | Embreagem              | 16   |        |
| DNS     | 28 | Didier Pironi      | Ferrari         | 0      | Acidente nos treinos   | 1    |        |
| WD      | 8  | Niki Lauda         | McLaren-Ford    | 0      | Acidente dos treinos   |      |        |
| DNQ     | 33 | Tommy Byrne        | Theodore-Ford   |        |                        |      |        |
| DNQ     | 17 | Rupert Keegan      | March-Ford      |        |                        |      |        |
| DNQ     | 36 | Teo Fabi           | Toleman-Hart    |        |                        |      |        |
| Fontes: |    |                    |                 |        |                        |      |        |

## Tabela do campeonato após a corrida
| Pos.    | Piloto        | Pontos |
| ------- | ------------- | ------ |
| 1       | Didier Pironi | 39     |
| 2       | John Watson   | 30     |
| 3       | Keke Rosberg  | 27     |
| 4       | Alain Prost   | 25     |
| 5       | Niki Lauda    | 24     |
| Fontes: |               |        |

| Pos.    | Equipe        | Pontos |
| ------- | ------------- | ------ |
| 1       | Ferrari       | 61     |
| 2       | McLaren-Ford  | 54     |
| 3       | Renault       | 44     |
| 4       | Williams-Ford | 40     |
| 5       | Lotus-Ford    | 20     |
| Fontes: |               |        |

- Nota: Somente as primeiras cinco posições estão listadas. Entre 1981 e 1990 cada piloto podia computar onze resultados válidos por temporada não havendo descartes no mundial de construtores.